# Oltre il Colle
Oltre il Colle – miejscowość i gmina we Włoszech, w regionie Lombardia, w prowincji Bergamo.
Według danych na styczeń 2009 gminę zamieszkiwało 1071 osób przy gęstości zaludnienia 33,1 os./1 km².